# شهرستان های‌یان (چینگهای)
شهرستان های‌یان (چینی ساده: 海晏县; پین‌یین: Hǎiyàn Xiàn; تبتی ཧའེ་ཡན་རྫོང་།) یک شهرستان در چین است که در ولایت خودمختار هایبی تبتی واقع شده‌است.